# Benjamín Labatut
Benjamín Labatut   (Rotterdam, 1980) és un escriptor i periodista xilè.

## Biografia
Va néixer a Rotterdam (Països Baixos) el 1980 i ha viscut en diferents ciutats del món (La Haia, Buenos Aires, Lima); als 14 anys es va instal·lar a Santiago de Xile. Va estudiar al Col·legi The Newland School i després periodisme a la Pontifícia Universitat Catòlica de Xile.

## Carrera literaria
El 2020 va publicar Un verdor terrible. Ricardo Baixera, crític literari d'El Periódico, sosté que és una "ficció estranyíssima que des del minut un qüestiona els paràmetres de la realitat. I del que entenem per literatura". Labatut s'estaria endinsant aquí a la novel·la metafísica, un gènere en què han destacat autors com Leonardo Sciascia, Boris Vian, Javier Argüello o Jérôme Ferrari. Per a Camilo Marks no es tracta d'una novel·la, però opina que "anomenar relats a les peces del llibre és anar massa lluny" perquè "en realitat i pràcticament sense excepció, es tracta d'assajos i, com ja ho vam dir, assaigs sobre temes incomprensibles per al gruix dels mortals, en especial l'aprofundiment al voltant de les matemàtiques pures. El coneixement, el domini, el mestratge que Labatut exhibeix a Un verdor terrible son pasmosos".
Aquella novel·la el va consagrar a l'àmbit internacional: ha estat traduït a 22 idiomes per editorials d'Alemanya, Xina, Estats Units, França, Holanda, Anglaterra i Itàlia, i l'edició en anglès del llibre va ser nominada al Premi International Booker el 2021. Aquest mateix any, el llibre va ser nominat als Estats Units al Premi Nacional del Llibre en la categoria de traducció literària.
El 2023, Labatut va publicar MANIAC, una novel·la basada en la figura del matemàtic i físic hongarès John von Neumann. L'obra combina elements biogràfics, científics i de ficció per explorar l'impacte de la intel·ligència artificial, la teoria de jocs i el desenvolupament dels primers ordinadors, fent especial èmfasi en la història del computador MANIAC I. Labatut recorre a múltiples veus i perspectives per construir un relat coral al voltant dels avenços científics del segle XX, incloent figures com J. Robert Oppenheimer, director del Projecte Manhattan, la relació del qual amb von Neumann i el seu paper a l'era nuclear serveixen com a contrapunt moral en la narració. Amb un estil narratiu similar a Un verdor terrible, MANIAC va ser rebuda per la crítica internacional, destacant la seva capacitat per dramatitzar els dilemes ètics i existencials de la ciència contemporània.

## Obres
- La Antártica empieza aquí, contes, Alfaguara México, 2010; a Xile fou publicat per  Alfaguara el 2012. Conté 7 relats:
  - «La Antártica empieza aquí»; «La cura de Ana»; «No me digas que no te acuerdas»; «Club de campo»; «Deseo»; «Países Bajos»; i «Alfredo en cama»
- Después de la luz, Hueders, Santiago de Chile, 2016
- Un verdor terrible, Anagrama, Barcelona, 2020
- La piedra de la locura, Anagrama, Barcelona, 2021
- MANIAC, Anagrama, Barcelona, 2023